# Ctenoplectron sericeum
Ctenoplectron sericeum is een keversoort uit de familie winterkevers (Tetratomidae). De wetenschappelijke naam van de soort werd in 1920 gepubliceerd door Arthur Mills Lea.